# デニス・マカロフ
デニス・マカロフ（Denis Makarov 、1998年2月18日 - ）は、ロシア・トリヤッチ出身のプロサッカー選手。FCディナモ・モスクワ所属。ポジションはMF。

## 経歴

### クラブ
FCモルドヴィア・サランスクの下部組織を経て、2017年7月にFKオレンブルクのセカンドチームでプロデビュー。
2018年夏、FKネフテヒミク・ニジネカムスクに移籍。
2020年1月6日、FCルビン・カザンに3年半契約で移籍。
2021年8月6日、FCディナモ・モスクワに5年契約で移籍。

### 代表
U-21代表の一員として臨んだUEFA U-21欧州選手権2021では、チームはグループステージ敗退に終わったが、自身は大会優秀選手に選出された。
2021年5月11日、フル代表未経験ながら、UEFA EURO 2020に向けた暫定登録メンバー30人の一人に選ばれた。6月2日発表の最終登録メンバーにも無事選ばれたが、同大会での出場機会は無かった。